# Jules Renard
Jules Renard (n. 22 februarie 1864, Châlons-du-Maine, Pays de la Loire, Franța – d. 22 mai 1910, București, România) a fost un romancier și dramaturg francez.

## Biografie
A urmat cursurile de retorică și filozofie ale Liceului Charlemagne din Paris. După bacalaureat, a rămas la Paris unde a început să colaboreze la diverse reviste și să frecventeze cafenelele din Cartierul Latin, locul de întâlnire al boemei literare pariziene. Tot aici a întâlnit-o pe actrița Danielle Davyle, care i-a inspirat personajul Blanche din Le Plaisir de rompre.
În 1889, împreună cu câțiva prieteni, a fondat revista literară Mercure de France, în care a publicat povestiri care au apărut în 1890 sub titlul Sourires pincés. În această perioadă a început să se implice din ce în ce mai mult în viața artistică a capitalei și să frecventeze spectacolele în compania câtorva prieteni, printre care Maurice Barrès, André Gide sau Marcel Schwob. În casa lui Alphonse Daudet i-a cunoscut pe Auguste Rodin și Edmond de Goncourt. I s-a propus să facă parte din comitetul de lectură al Théâtre d’Art.
Din 1890 a publicat în cele mai prestigioase ziare pariziene: Le Figaro, Gil Blas sau L’Echo de Paris, iar în 1894 i-a apărut romanul autobiografic Poil de Carotte, excelent primit de critici, a cărei versiune teatrală a obținut un succes fenomenal în 1990. 
Grație lui Edmond Rostand, a întâlnit-o în 1895 pe Sarah Bernhardt. În 1900 a fost ales consilier municipal al comunei Chaumont și a fost decorat cu Legiunea de Onoare, apoi din 1904 până în 1910 a fost primarul orașului Chitry-les-Mines. În 1907 a fost ales membru al  Academiei Goncourt.
Cele mai cunoscute scrieri ale sale sunt Poil de Carotte (1894), Les Histoires Naturelles (1896), Le Plaisir de rompre (1898) și Huit jours à la campagne (1906). Jurnalul său intim, o capodoperă de introspecție, ironie și umor, îi domină opera.

## Scrieri
- Les Roses (versuri), 1883
- Crime de village, 1888
- L’Écornifleur, 1892
- Poil de Carotte (Morcoveață), 1894
- Le Vigneron dans sa vigne,1895
- Histoires naturelles (Istorii naturale), 1896, unele transpuse pe muzică de Maurice Ravel
- Le Plaisir de rompre, 1897
- Huit jours à la campagne, 1906
- Les Buccoliques, 1898 – 1908
- Les Cloportes, (volum apărut postum, în 1919)
- Journal (Jurnal) (volum apărut postum, în 1925)
- Correspondance (volum apărut postum, 1925 – 1927)

## Scrieri traduse în limba română
- Morcoveață, Editura Corint, 2003 / Editura Ion Creangă, 1970
- Pagini de istorie naturală, Editura All, 2005
- Jurnal, Editura Nemira, 2007 [9]

## Anecdotă
În Jurnal, 1900: "Un exemplar din "Morcoveață" circulă la Chitry, adnotat cam în felul următor: Exemplar aflat din întâmplare la un librar. Este o carte în care el (adică Jules Renard) o bârfește pe maică-sa pentru a se răzbuna împotriva ei".